# Otgonbajaryn Anchbajar
Otgonbajaryn Anchbajar (mongolisch Отгонбаярын Анхбаяр) ist ein mongolischer Biathlet.
Anchbajar nahm als einziger Vertreter seines Landes an den Biathlonwettkämpfen bei den Winterasienspielen 2007 in Changchun teil. Mit fünf Schießfehlern bei zehn Versuchen und einer 11 Minuten und 35,87 Sekunden langsameren Zeit als der Sieger Hidenori Isa wurde der Mongole 17. des Sprints und ließ dabei mit Salamat Dzhumaliev aus Kirgisistan und Liu Yung-Chien aus Taiwan zwei ebenfalls zu den „Exoten“ gehörende Läufer weit hinter sich. Keiner der drei bestritt das darauf basierende Verfolgungsrennen, weil die Zeitabstände für eine Qualifikation nicht ausreichten.